# باربیزیر
باربیزیر (به فرانسوی: Barbezières) یک کمون (فرانسه) در فرانسه است که در canton of Aigre واقع شده‌است. باربیزیر ۹٫۲۹ کیلومتر مربع مساحت دارد.